# Pécy
Pécy ist eine französische Gemeinde im Département Seine-et-Marne in der Île-de-France. Sie gehört zum Kanton Fontenay-Trésigny im Arrondissement Provins. Sie grenzt im Nordwesten an Voinsles, im Norden an Vaudoy-en-Brie, im Osten an Jouy-le-Châtel, im Südosten an Saint-Just-en-Brie, im Süden an La Croix-en-Brie und im Südwesten an Gastins. Zu Pécy gehören neben der Hauptsiedlung auch die Weiler Mélenfroy, Beaulieu, La Faultière, Ferme de la Cour, Champmoulin und Bois Garnier.

## Bevölkerungsentwicklung
| Jahr      | 1962 | 1968 | 1975 | 1982 | 1990 | 1999 | 2008 | 2014 |
| --------- | ---- | ---- | ---- | ---- | ---- | ---- | ---- | ---- |
| Einwohner | 336  | 315  | 330  | 425  | 565  | 677  | 821  | 843  |

## Sehenswürdigkeiten
Siehe auch: Liste der Monuments historiques in Pécy
- Kirche Sainte-Marie-Madeleine, seit 1909 Monument historique
- Ehemaliges Schloss aus dem 16. Jahrhundert
- Taubenhaus

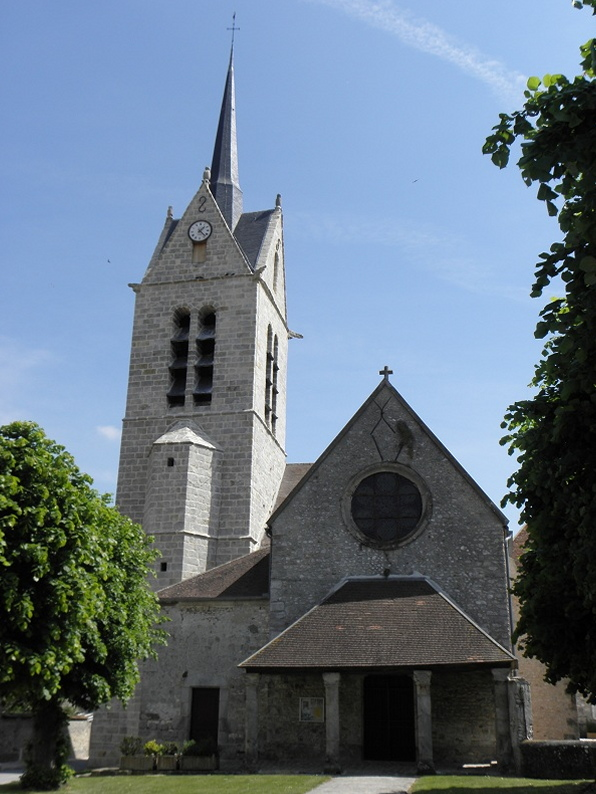
Kirche Sainte-Marie-Madeleine
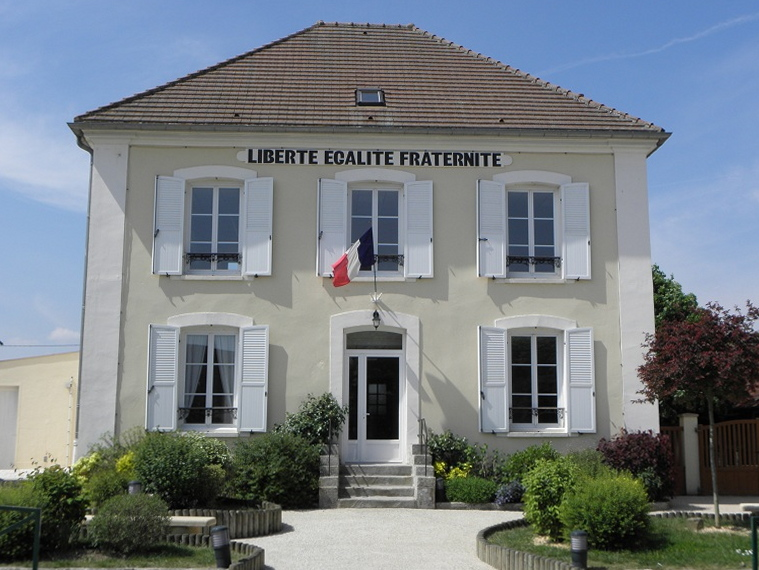
Mairie (Rathaus)